# ۱۲۷۲ (خورشیدی)
۱۲۷۲ هزار و دویست و هفتاد و دومین سال هجری خورشیدی است.

## مناسبت‌ها
همزمان با چهل و هفتمین سال پادشاهی ناصر الدین شاه قاجار
همزمان با مرجعیت میرزای شیرازی
تجزیه و جدا شدن هرات از ایران 

## رویدادها
زمین لرزه ۱۲۷۲ قوچان

## زادگان
- سید جعفر پیشه‌وری : سیاستمدار و مؤسس حزب دموکرات آذربایجان.